# Stenodynerus topolo
Stenodynerus topolo är en stekelart som beskrevs av Richard Mitchell Bohart 1980. Stenodynerus topolo ingår i släktet smalgetingar, och familjen Eumenidae. Inga underarter finns listade i Catalogue of Life.